# 에테멘앙키

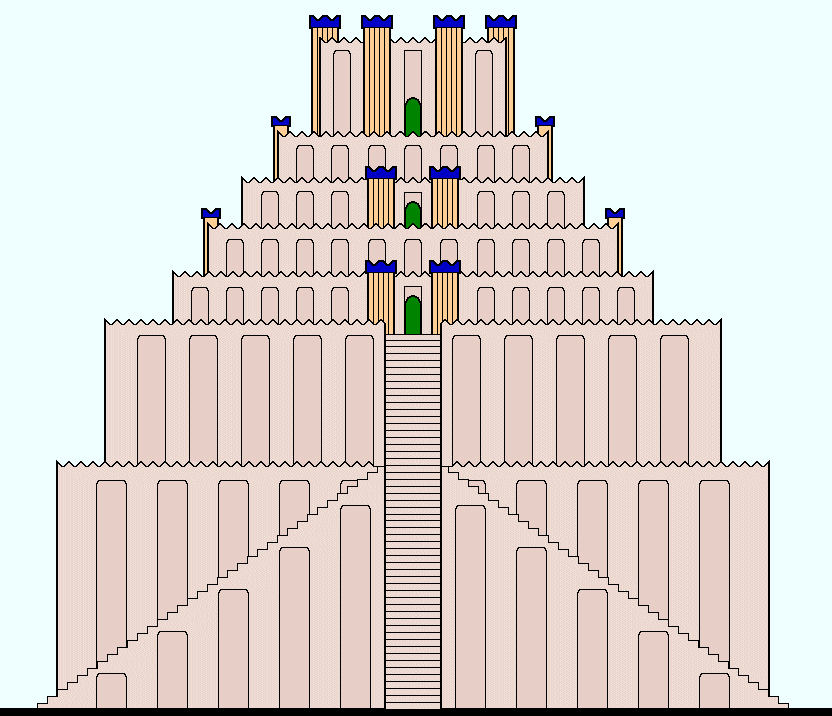
슈미트의 제안을 바탕으로 한 에테멘앙키의 재건 모습

에테멘앙키(수메르어: 𒂍𒋼𒀭𒆠)는 고대 도시 바빌론에서 메소포타미아 신 마르두크에게 헌정된 지구라트였다. 현재는 이라크 바그다드 남쪽 약 90 킬로미터 (56 mi)에 위치한 유적만 남아있다. 에테멘앙키는 때때로 성서의 창세기 11장에 등장하는 바벨탑 이야기 속 바벨탑과 동일시되지만,  고고학적 기록은 특히 에테멘앙키가 마르두크 신에게 경의를 표하기 위해 세워졌고, 에테멘앙키가 세워지기도 훨씬 이전부터 메소포타미아 지역에 많은 언어가 존재했기 때문에 바벨탑에 대한 성경 설명과 양립할 수 없음을 보여준다. 그러나 많은 학자들은 성경의 이야기가 적어도 부분적으로는 에테멘앙키에서 영감을 받았다고 믿는다.

## 건설
에테멘앙키가 언제 처음 건설되었는지는 불분명하다. 앤드루 R. 조지는 기원전 14세기에서 9세기 사이에 건설되었다고 주장하며 다음과 같이 설명한다.

천지창조 서사시(에누마 엘리시 VI 63: George 1992: 301–2)에 바빌론의 지구라트가 언급된 것은 더욱 확실한 증거이다. ... 이 시의 중아시리아 시대 사본이 남아 있어, 이 지구라트가 이미 기원전 2천 년대에 존재했다는 오랜 학설을 증명한다. "압수(Apsû)의 상부 지구라트"로 묘사된 이 지구라트가 [에테멘앙키]였다는 것을 의심할 이유가 없다.

바빌론은 기원전 689년에 센나케립에 의해 파괴되었는데, 센나케립은 에테멘앙키를 파괴했다고 주장한다. 도시를 복원하는 데 88년이 걸렸으며, 에사르하돈 아시리아 왕이 작업을 시작했고, 나보폴라사르와 그의 아들 네부카드네자르 2세가 지구라트를 재건했다. 도시의 중심은 마르두크 신전(에사길라)이었고, 에테멘앙키 지구라트는 이 신전과 관련이 있었다.
페놀로스(Fenollós) 외 연구진은 "바벨탑"이 한 번에 지어진 것이 아니라 연속적인 건설, 파괴, 재건의 복잡한 역사의 결과이며, 그 기원은 함무라비 시대까지 거슬러 올라가 필연적이고 최종적인 파괴와 함께 오늘날까지 계속되고 있다"고 언급했다.(이탈리아어 번역) 고대 자료에서 언급된 "탑"은 신바빌로니아 제국 시대에 나타난 기념물을 의미한다.

## 설명
바빌론에서 발견되었다고 주장되는 네부카드네자르 2세의 신바빌로니아 왕실 석비 비문은 1917년 로베르트 콜데바이의 발굴에서 나왔다고 알려져 있으며, 그 진위는 불분명하나 다음과 같이 기록되어 있다. "에테멘앙키 바빌리 지구라트 [바빌론의 지구라트]를 내가 만들었으니, 세상 사람들의 경이로움이라. 그 꼭대기를 하늘로 높이 세우고, 문에 문짝을 달았으며, 역청과 벽돌로 덮었노라." 이 건물은 낮은 부조로 묘사되어 있는데, 높은 첫 단에 짝을 이룬 계단이 있고, 그 위에 다섯 개의 계단식 단과 꼭대기를 장식하는 신전이 있다. 또한 평면도가 그려져 있는데, 지지벽이 있는 외벽과 중앙 켈라를 둘러싼 내부 방들이 묘사되어 있다.
나보폴라사르의 비문이 새겨진 주춧돌 원통 두 개가 1880년대에 발견되었는데, 그중 하나는 다음과 같이 기록되어 있다.
그때 나의 주 마르두크께서 내게 에테멘앙키, 즉 바빌론의 지구라트에 대해 말씀하셨으니, 이는 내 시대 이전부터 (이미) 매우 약하고 심하게 휘어져 있었던 것이라, 그 바닥을 지하 세계의 가슴에 굳건히 세우고, 그 꼭대기가 하늘과 겨루게 하라고 하셨노라. 나는 상아, 흑단, 무수칸누 나무로 곡괭이, 삽, 벽돌 틀을 만들고, 나의 땅에서 징집된 거대한 인력의 손에 쥐여 주었노라. 나는 그들에게 셀 수 없는 진흙 벽돌을 만들게 하고, 수없이 쏟아지는 빗방울처럼 구운 벽돌을 만들게 했노라. 나는 아라투 강이 엄청난 홍수처럼 아스팔트와 역청을 운반하게 했노라. 에아의 지혜, 마르두크의 지성, 나부와 닛사바의 지혜를 통해, 나를 창조하신 신께서 내게 주신 광대한 정신력을 통해, 나는 나의 위대한 지성으로 숙고하고, 가장 현명한 전문가들을 고용했으며, 측량사는 12큐빗 자로 치수를 정했노라. 장인들은 측정용 끈을 팽팽하게 당기고, 한계를 정했노라. 나는 샤마쉬, 아다드, 마르두크에게 자문을 구하여 확인을 받았으며, 내 마음이 숙고하고 (그리고) 치수를 (확신하지 못하여) 생각할 때마다, 위대한 신들께서는 (신탁의) 확인 절차를 통해 (진실을) 내게 알려주셨노라. 엑소시즘의 기술, 에아와 마르두크의 지혜를 통해, 나는 그 장소를 정화하고 그 고대 기반 위에 기초 단을 굳건히 했노라. 그 기초에는 산과 바다에서 얻은 금, 은, 보석을 깔았노라. 벽돌 아래에는 빛나는 삽수, 향기로운 기름, 방향제, 붉은 흙을 쌓았노라. 나는 흙 바구니를 든 나의 왕실 형상을 만들고 (그것들을) 기초 단에 다양하게 배치했노라. 나는 나의 주 마르두크에게 고개를 숙였노라. 나는 나의 의복, 나의 왕실 예복을 걷어 올리고, 머리에 벽돌과 흙(즉, 진흙 벽돌)을 이고 날랐노라. 나는 금과 은으로 흙 바구니를 만들고, 나의 장남이자 내 마음의 사랑하는 아들인 네부카드네자르에게 나의 일꾼들과 함께 와인, 기름, 송진 조각이 섞인 흙을 나르게 했노라. 나는 그의 동생이자 내 몸에서 나온 아들이며 나의 사랑스러운 어린 아들인 나부수밀리시르에게 곡괭이와 삽을 들게 했노라. 나는 그에게 금과 은으로 된 흙 바구니를 짊어지게 하고, 나의 주 마르두크에게 선물로 바쳤노라. 나는 에사라의 복제 건물인 이 건물을 기쁨과 환희 속에 건설하고, 그 꼭대기를 산처럼 높이 세웠노라. 나의 주 마르두크를 위해 나는 이 건물을 옛날처럼 경이로운 대상으로 만들었노라.

2003년 학자들은 쇼엔 컬렉션에서 에테멘앙키의 현존하는 가장 오래된 묘사를 발견했다. "바벨탑 석비"로 알려진 이 검은 돌에 새겨진 조각은 기원전 604년에서 562년 사이, 즉 네부카드네자르 2세 시대의 것이다.

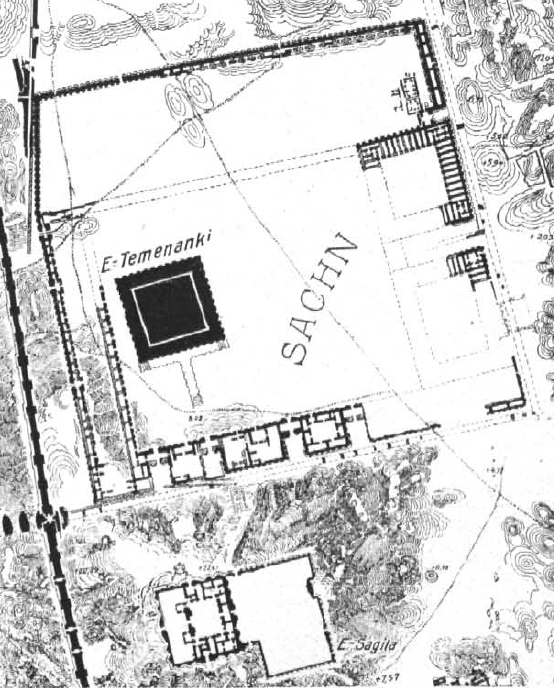
유적지의 평면도

에테멘앙키는 기원전 229년 우루크의 쐐기 문자 점토판(현재 루브르 박물관에 소장되어 있으며 "에사길라" 점토판이라고 불림)에 묘사되어 있다. 1876년 아시리아 학자 조지 스미스가 번역한 이 점토판에는 탑의 높이가 7단(91미터)이며 각 변이 91미터인 정사각형 밑변을 가지고 있다고 기록되어 있다. 이 진흙 벽돌 구조는 1913년 이후 로베르트 콜데바이가 수행한 발굴에서 확인되었다. 건물 남쪽에서는 에사길라와 연결되는 세 개의 문이 있는 큰 계단이 발견되었다. 동쪽의 더 큰 문은 에테멘앙키를 성스러운 행렬 길(현재 페르가몬 박물관에 재건됨)과 연결했다.
"에사길라" 점토판이 처음 번역되기 전까지 바빌론 지구라트의 세부 사항은 기원전 5세기 중반에 글을 쓴 고대 그리스 역사가 헤로도토스의 기록을 통해서만 알려져 있었다.
각 도시 구역의 중심에는 요새가 자리 잡고 있었다. 한쪽에는 왕궁이 크고 튼튼한 성벽으로 둘러싸여 있었고, 다른 쪽에는 제우스 벨루스의 성역이 있었는데, 이것은 각 변이 2스타디온[402m]인 정사각형 구역으로, 견고한 놋쇠 문이 달려 있었고, 나의 시대에도 여전히 남아 있었다. 그 성역의 한가운데에는 길이가 1스타디온[201m], 너비가 1스타디온인 견고한 석조 탑이 있었는데, 그 위에 두 번째 탑이 세워졌고, 그 위에 세 번째 탑이 세워지는 식으로 여덟 번째 탑까지 이어졌다. 꼭대기까지의 오르막길은 모든 탑을 휘감아 도는 외부 통로를 통해 이어진다. 대략 절반쯤 오르면 휴식처와 좌석이 있어서 사람들이 정상으로 가는 길에 잠시 앉아 쉴 수 있다. 가장 꼭대기 탑에는 넓은 신전이 있고, 신전 안에는 유난히 큰 침대가 화려하게 장식되어 있으며, 그 옆에는 금 탁자가 놓여 있다. 그곳에는 어떤 종류의 조각상도 세워져 있지 않으며, 밤에는 이 신의 사제들인 칼데아인들[즉, 바빌로니아인들]이 말하기를, 신이 이 땅의 모든 여자들 중에서 스스로 선택한 단 한 명의 원주민 여자 외에는 아무도 그 방을 차지하지 않는다.

이 제우스 벨루스의 탑은 벨이라는 아카드 신을 지칭하는 것으로 여겨지며, 그의 이름은 헤로도토스에 의해 그리스화되어 제우스 벨루스가 되었다. 이것은 에테멘앙키와 일치할 가능성이 높다. 그러나 헤로도토스는 바빌론이나 지구라트를 방문했다고 말하지 않았으며, 그의 설명에는 여러 오류가 있어 대부분 간접적인 정보로 추정된다.

## 최종 철거
기원전 331년, 알렉산드로스 대왕은 바빌론을 점령하고 에테멘앙키 수리를 명령했다. 알렉산드로스가 기원전 323년에 고대 도시로 돌아왔을 때, 아무런 진전이 없었음을 확인하고, 최종 재건을 준비하기 위해 군대에 건물 전체를 철거하도록 명령했다. 그러나 그의 죽음으로 인해 재건은 이루어지지 못했다. 바빌로니아 연대기와 천문일지에는 에테멘앙키를 재건하려는 여러 시도가 기록되어 있는데, 이는 항상 원래 지구라트의 마지막 잔해를 제거하는 것으로 시작되었다. 에사길라 폐허 연대기에는 셀레우코스 왕자 안티오코스 1세가 재건을 결심하고 준비 제사를 지냈다고 언급되어 있다. 그러나 그곳에서 그는 잔해에 걸려 넘어졌다. 그러자 그는 화가 나서 코끼리 몰이꾼들에게 마지막 남은 유적들을 파괴하도록 명령했다. 고대 시대 이후 에테멘앙키에 대한 언급은 없다.

## 높이에 대한 현대 가설
현대 학자들은 고대 바빌론 문헌("에사길라" 점토판)에서 에테멘앙키가 91미터 높이였다는 주장에 이의를 제기한다.
"[현대의] 에사길라 문서 해석은 심각한 기술적 문제를 야기한다. 지구라트의 첫 두 단의 과도한 높이와 건물 전체의 높이는 정역학의 법칙과 원시적인 흙 벽돌과 같은 재료의 압축강도를 무시한다." (이탈리아어 번역)
 심지어 6단계 테라스 구조의 설계에 변형을 허용하더라도, 그 높이에서는 구조물에 가해지는 압축 응력이 같은 시대의 유사 구조물보다 2~3배 정도 더 높았을 것이다. 페놀로스 외 연구진은 바벨탑 석비에 묘사된 대로 구조물이 실제로 6단계 테라스 설계를 사용했다고 가정할 때, 지구라트의 높이는 약 54미터에 가까웠을 것이라고 제안한다. 꼭대기의 신전은 12미터의 높이를 더하여 총 66미터의 높이가 되었을 것이다.

## 바벨탑과의 관계
매체에서는 에테멘앙키의 건설에 대한 기록에 바벨탑 이야기를 연상케하는 언어의 혼란이 언급되었다고 하는데, 이는 1800년대 율리우스 오페르트의 번역을 근거로 하는 것이며, 그가 번역한 보르시파 비문은 바빌론의 에테멘앙키가 아니라 보르시파라는 전혀 다른 도시의 지구라트에 대한 것으로, 그의 번역에서도 보르시파의 건축물(E-UR-ME-IMIN-ANKI)로 언급된다. 매체에서 알려진 것과 다르게 해당 기록은 에테멘앙키와는 무관한 것이다. 또한, 오페르트의 번역은 현대에는 받아들여지지 않고 있으며, 비문에 대한 올바른 번역에는 언어의 혼란에 대한 언급조차 없기에 언어의 혼란이 토판에 기록되었다는 것은 번역 오류로부터 파생된 오해이다. 오히려, <바벨탑 석비 Tower of Babel Stele>로 알려진 네부카드네자르 2세의 비문에 다음과 같은 내용 곧 지구라트의 건축을 위해 세계 각국의 사람들을 모아 건축에 동원시키는 내용이 등장하는 것을 근거로, 유수기 동안 당시 근동 여러 국가의 사람들과 함께 에테멘앙키 건축에 동원된 유대인들이 현장에서 사람들이 사용하는 언어가 제각기 달라 온갖 언어를 사용하였기 때문에 여러 혼란을 마주했고, 이로부터 바벨탑 이야기가 파생되었다고 보는 것이 주류이다.

## 대중문화
비디오 게임 문명 VI의 포르투갈 팩에서 에테멘앙키는 게임의 불가사의 중 하나로 소개되었다.
루카스아츠의 PC 비디오 게임 인디아나 존스 앤 더 인퍼널 머신에서 에테멘앙키는 핵심적인 장소로, 결국 성경의 바벨탑이자 마르두크 신의 신전이었던 것으로 밝혀진다.

## 이미지 갤러리

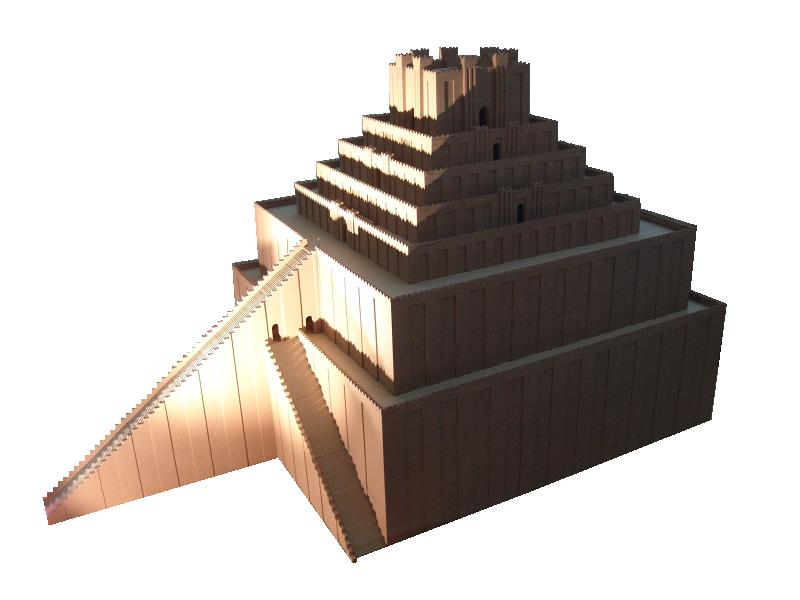
페르가몬 박물관의 모형
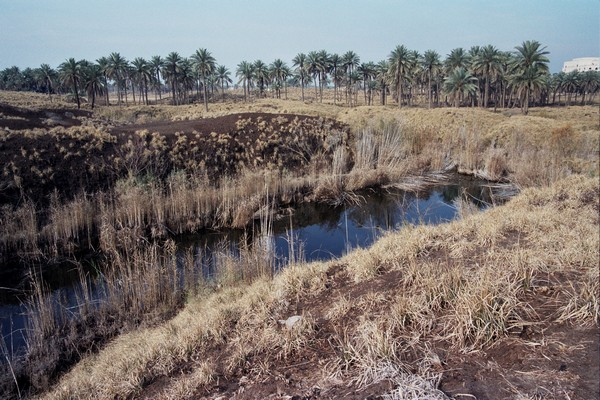
기초 유적

## 같이 보기
- 20세기 이전에 건설된 가장 높은 구조물 목록

## 내용주
1. ↑  Harris, Stephen L. (2002). 《Understanding the Bible》. McGraw-Hill. 50–51쪽. ISBN 9780767429160.
2. ↑  Streck, Michael P. (2006). “Die Stadt, an deren Freuden man nicht satt wird”. 《Damals》 (독일어). Special volume권. 11–28쪽.
3. 1 2 3  George, Andrew (2007) "The Tower of Babel: Archaeology, history and cuneiform texts" Archiv für Orientforschung, 51 (2005/2006). pp. 75–95. pdf document.
4. 1 2 3  Fenollós, Juan Luis; Vegas, Fernando; Mileto, Camilla (January 2005). 《Etemenanki: nuova ipotesi di ricostruzione dello ziggurat di Nabucodonosor II nella cittá di Babilonia.》 (PDF). 《ISIMU: Revista sobre Oriente Próximo y Egipto en la antigüedad》. 201–216쪽. 2020년 12월 4일에 확인함.
5. ↑  콜데바이는 1900년 11월에 에테멘앙키를 확인했다. 엄청난 양의 잔해를 치우고 갱도와 터널을 뚫는 고고학적 사업의 부침은 프리드리히 베첼(Friedrich Wetzel)과 F. H. 바이스바흐(F. H. Weissbach)의 Das Hauptheiligtum des Marduk in Babylon, Esagila und Etemenanki (라이프치히) 1938년에 요약되어 있다. 가장 최근의 논문은 한스-외르크 슈미트(Hans-Jörg Schmid)의 Der Tempelturm Etemenanki in Babylon (마인츠) 1995년이다.
6. ↑  "집, 하늘과 땅의 기초". 이 석비는 고대에 세 조각으로 부서졌으며, 그중 두 조각은 쇼엔 컬렉션, MS 2063에 재결합되어 있다.
7. ↑  van de Mieroop, Marc (2003). 《Reading Babylon》. 《American Journal of Archaeology》 107. 257–275쪽. doi:10.3764/aja.107.2.257. ISSN 0002-9114. JSTOR 40026077.
8. 1 2  George, A. R. (2011). 〈A Stele of Nebuchadnezzar II〉.   George, A. R. 《Cuneiform Royal Inscriptions and Related Texts in the Schøyen Collection》. CDL Press. 153–169쪽. ISBN 978-1-934309-33-9.
9. ↑  Claire, Iselin (604). “The "Esagila" tablet”. 《Louvre》. 2020년 12월 5일에 확인함.
10. ↑  헤로도토스, 역사 1.181
11. ↑  디오도로스 시켈로스, 2.9.9; 스트라본, 지리학, 16.1.5.
12. ↑  R.J. van der Spek, "Darius III, Alexander the Great and Babylonian scholarship" in: Achaemenid History XIII (Leiden 2003), 289–346.
13. ↑  Bert van der Spek (2004). “BCHP 6 (Ruin of Esagila Chronicle)”. 《Livius.org》. 2018년 1월 30일에 원본 문서에서 보존된 문서. 2018년 1월 30일에 확인함.
14. ↑  Oppert, Jules. Textes de Babylone et de Ninive Déchiffrés et Interprétés. Vol. 1: Inscription de Borsippa Relative à la Restauration de la Tour des Langues par Nabuchodonosor, Roi de Babylone. Paris, France: Imprimerie Impériale, 1857. p. 192. http://books.google.com/books/about/Études_assyriennes.html?id=wyQVAAAAYAAJ. (accessed September 2, 2013).
15. ↑  Peters, John P. “The Tower of Babel at Borsippa.” Journal of the American Oriental Society, vol. 41, 1921, p. 157, https://doi.org/10.2307/593716.
16. ↑  “Civilization VIs final DLC for New Frontier Pass to feature zombies”. 《nme》. 2021년 3월 16일.